# 肖亚非
肖亚非（1966年6月—），中華人民共和国政治人物，生于江西省樟树市。现任广东省人大常委会副主任，曾任深圳市福田区区长、东莞市市长、东莞市人大常委会主任、中共东莞市委书记等职。

## 生平
1988年7月本科毕业、1993年4月硕士毕业于中山大学经济学系，1992年1月加入中国共产党。
历任深圳市计划局财金处科员；深圳市人民政府办公厅财金处科员、副主任科员、主任科员、副处长；深圳市人民政府信访办公室接访处处长；深圳市人民政府办公厅经济处处长；深圳市委政策研究室副主任等职务。
2011年1月，任深圳市政府金融发展服务办公室主任。2014年2月，任深圳市发展和改革委员会主任。2015年8月，任中共深圳市福田区委副书记、区人民政府区长。2016年5月，任中共深圳市福田区委书记。
2018年3月，任中共东莞市委副书记、市人民政府市长。2021年5月，任中共东莞市委书记。
2023年1月，当选为广东省人大常委会副主任。2024年10月，他不再兼任中共东莞市委书记。